# 미하엘 랑
미하엘 랑 (Michael Lang, 1991년 2월 8일, 에히나흐 ~) 은 스위스의 전 축구 선수이다.

## 클럽 경력
랑은 스위스 슈퍼리그의 장크트갈렌에서 프로 무대에 첫 발을 드리웠다.